# Trophée Gazet van Antwerpen 1989-1990
Navigation
1988-1989 1990-1991
Le Trophée Gazet van Antwerpen 1989-1990 est la 3e édition du Trophée Gazet van Antwerpen, compétition de cyclo-cross organisée par le quotidien belge néerlandophone Gazet van Antwerpen.

## Résultats
| Date         | Lieu                  | Vainqueur       | Deuxième             | Troisième        |
| ------------ | --------------------- | --------------- | -------------------- | ---------------- |
| 1er novembre | Putte                 | Alex Moonen     | Christian Hautekeete | Guy Van Dijck    |
| 11 novembre  | Niel - Jaarmarktcross | Danny De Bie    | Paul De Brauwer      | Wim Lambrechts   |
| 9 décembre   | Essen - GP Rouwmoer   | Guy Van Dijck   | Kurt De Roose        | Huub Kools       |
| 23 décembre  | Mol                   | Danny De Bie    | Guy Van Dijck        | Rein Groenendaal |
| 27 décembre  | Loenhout - Azencross  | Guy Van Dijck   | Paul De Brauwer      | Alex Moonen      |
| 30 décembre  | Rijkevorsel           | Wim Lambrechts  | Guy Van Dijck        | Kurt De Roose    |
| 18 février   | Breendonk             | Pascal Van Riet | Wim Lambrechts       | Kurt De Roose    |

## Classement final
| #   | Coureur        | Points  |
| --- | -------------- | ------- |
| 1.  | Guy Van Dijck  | inconnu |
| 2.  | Wim Lambrechts |         |
| 3.  | Kurt De Roose  |         |
| 4.  |                |         |
| 5.  |                |         |
| 6.  |                |         |
| 7.  |                |         |
| 8.  |                |         |
| 9.  |                |         |
| 10. |                |         |

## Résultats détaillés
| #  | Coureur              | Temps   |
| -- | -------------------- | ------- |
| 1  | Alex Moonen          | inconnu |
| 2  | Christian Hautekeete |         |
| 3  | Guy Van Dijck        |         |
| 4  | Rudy De Bie          |         |
| 5  | Kurt De Roose        |         |
| 6  | Jozef Heylen         |         |
| 7  | Jan Van Bouwel       |         |
| 8  | Eddy De Bie          |         |
| 9  | Walter Marijnissen   |         |
| 10 | Daniel Van Den Bosch |         |

| #  | Coureur            | Temps   |
| -- | ------------------ | ------- |
| 1  | Danny De Bie       | inconnu |
| 2  | Paul De Brauwer    |         |
| 3  | Wim Lambrechts     |         |
| 4  | Alex Moonen        |         |
| 5  | Guy Van Dijck      |         |
| 6  | Kurt De Roose      |         |
| 7  | Miloslav Kvasnicka |         |
| 8  | Jozef Heylen       |         |
| 9  | Stanislav Bambula  |         |
| 10 | Chris David        |         |

| #  | Coureur              | Temps   |
| -- | -------------------- | ------- |
| 1  | Guy Van Dijck        | inconnu |
| 2  | Kurt De Roose        |         |
| 3  | Huub Kools           |         |
| 4  | Wim Lambrechts       |         |
| 5  | Gustaaf Van Bouwel   |         |
| 6  | Rudy De Bie          |         |
| 7  | Eddy De Bie          |         |
| 8  | Peter Van Santvliet  |         |
| 9  | Jan Van Bouwel       |         |
| 10 | Daniel Van Den Bosch |         |

| #  | Coureur          | Temps   |
| -- | ---------------- | ------- |
| 1  | Danny De Bie     | inconnu |
| 2  | Guy Van Dijck    |         |
| 3  | Rein Groenendaal |         |
| 4  | Henk Baars       |         |
| 5  | Frank Van Bakel  |         |
| 6  | Huub Kools       |         |
| 7  | Alex Moonen      |         |
| 8  | Paul De Brauwer  |         |
| 9  | Dirk Pauwels     |         |
| 10 | Rudy De Bie      |         |

| #  | Coureur                | Temps   |
| -- | ---------------------- | ------- |
| 1  | Guy Van Dijck          | inconnu |
| 2  | Paul De Brauwer        |         |
| 3  | Alex Moonen            |         |
| 4  | Wim Lambrechts         |         |
| 5  | Walter Marijnissen     |         |
| 6  | Huub Kools             |         |
| 7  | Daniel Van Steenbergen |         |
| 8  | Jan Van Bouwel         |         |
| 9  | Rudy De Bie            |         |
| 10 | Peter Van Santvliet    |         |

| #  | Coureur             | Temps   |
| -- | ------------------- | ------- |
| 1  | Wim Lambrechts      | inconnu |
| 2  | Guy Van Dijck       |         |
| 3  | Kurt De Roose       |         |
| 4  | Dirk Pauwels        |         |
| 5  | Alex Moonen         |         |
| 6  | Eddy De Bie         |         |
| 7  | Peter Van Santvliet |         |
| 8  | Jan Van Bouwel      |         |
| 9  | Eric Gijs           |         |
| 10 | Walter Marijnissen  |         |

| Manche 7 Breendonk \| # \| Coureur \| Temps \| \| -- \| ------------------- \| ------- \| \| 1 \| Pascal Van Riet \| inconnu \| \| 2 \| Wim Lambrechts \| \| \| 3 \| Kurt De Roose \| \| \| 4 \| Johnny Blomme \| \| \| 5 \| Guy Van Dijck \| \| \| 6 \| Paul De Brauwer \| \| \| 7 \| Eddy De Bie \| \| \| 8 \| Rudy De Bie \| \| \| 9 \| Eric Vervaet \| \| \| 10 \| Peter Van Santvliet \| \| |                     |         |
| # | Coureur             | Temps   |
| 1 | Pascal Van Riet     | inconnu |
| 2 | Wim Lambrechts      |         |
| 3 | Kurt De Roose       |         |
| 4 | Johnny Blomme       |         |
| 5 | Guy Van Dijck       |         |
| 6 | Paul De Brauwer     |         |
| 7 | Eddy De Bie         |         |
| 8 | Rudy De Bie         |         |
| 9 | Eric Vervaet        |         |
| 10 | Peter Van Santvliet |         |